# Sarocladiaceae
Sarocladiaceae is een familie uit de orde Hypocreales van de ascomyceten. Het typegeslacht is Sarocladium.

## Geslachten
- Parasarocladium
- Sarocladium